# Poliziotti a domicilio
Poliziotti a domicilio (Cops and Robbersons) è un film commedia del 1994 diretto da Michael Ritchie con protagonisti Jack Palance e Chevy Chase.

## Trama
Jake Stone, è un poliziotto duro e cinico. Con il giovane collega si sistema presso la famiglia Robberson per poter tenere sotto controllo un criminale che abita nella casa accanto. Solo il signor Robberson, fanatico delle serie poliziesche in TV, è  entusiasta della situazione mentre gli altri componenti della famiglia sono piuttosto seccati da questa "intrusione".